# Jade Empire
Jade Empire (übersetzt: Jadereich) ist ein Action-Rollenspiel des kanadischen Spielentwicklers BioWare. Das Spiel wurde zunächst exklusiv für Microsoft und die Xbox entwickelt und erschien im Jahr 2005. Im Jahr 2007 erschien nachträglich eine PC-Version des Spiels mit einigen Anpassungen und Erweiterungen. Die PC-Portierung wurde vom US-amerikanischen Entwickler LTI Gray Matter übernommen und über Take 2 Interactive veröffentlicht. Weitere Versionen erschienen für Xbox 360 und macOS. Im Jahr 2016 erschienen Versionen des Spiels für iOS und Android.

## Handlung
Die Spielwelt ist dem mittelalterlichen China nachempfunden, dem viele Fantasy- und einige Steampunk-Elemente wie Magie und Fluggeräte zugesetzt wurden. Während die Haupthandlung stets die gleiche ist, ergeben sich durch unterschiedliche Lösungswege und Optionen im Detail kleinere Unterschiede.
Die Geschichte des Spielercharakters enthüllt sich schrittweise. Er befindet sich zu Beginn in der idyllischen Kampfsportschule Zwei Ströme (auch: Zwei Flüsse), geleitet von dem väterlich-strengen Meister Li. Das Dorf wird angegriffen, und Flugschiffe bombardieren die Hütten, bis alles in Trümmern liegt. Meister Li wird entführt. Als letzter lebender Geistermönch macht sich der Spieler auf, ihn zu suchen.
Etwa drei Viertel der Spieldauer handeln nun von der Suche nach dem Meister und bringen den Spielercharakter zu Anfang nach Tiens Anleger. Sehr früh hört er vom Gründungsmythos der großen Dürre, die vom amtierenden Kaiser Sun Hai eigenhändig überwunden wurde, und ein Wasserdrache mit menschlichem Antlitz erscheint dem Spieler in Visionen. Schnell lenkt die Erzählung die Aufmerksamkeit auf die Hand des Todes, einen Kriegsminister des Kaisers von schrecklichem Äußerem und legendärer Kampfstärke. Zweifel kommen auf, ob der Kaiser nicht schwach, alt oder kränklich sei, zumal er sich zunehmend aus der Öffentlichkeit zurückzieht. Es stellt sich außerdem heraus, dass Meister Li der für tot gehaltene, leibliche Bruder des Kaisers ist, der den Beinamen der Ruhmreiche Stratege trug.
Die Reise führt schließlich in die imperiale Hauptstadt. Nach einigen Volten wird klar, dass die Hand des Todes nur eine Fassade ist, mehr ein Kampfroboter, und der Kaiser sehr wohl noch alle Fäden in der Hand hat, eine gewaltige Armee von Golems der Lotus-Assassinen aufbaut und auf einen Krieg zusteuert. Dem Spieler gelingt es, den Kaiser mit Meister Li im Gefolge zu stellen und zu überwältigen. Doch plötzlich tötet Meister Li den Spieler und stellt sich als Verräter heraus, ein Drahtzieher im Hintergrund, der getreu seinem Beinamen seine Pläne im Exil 20 Jahre geduldig und unbemerkt vorantrieb. Die Hauptfigur wurde von ihm benutzt, hat Lis Bruder beseitigt und seine Pläne damit fast vollendet. Der Spieler landet in einem Limbus.
Nach der Reinigung eines Geisterklosters hilft der Wasserdrache dem Spieler zurück ins Leben. Schließlich begegnet der Spielercharakter diesem in seiner stofflichen Form: in Ketten gelegt, wird dem Drache seit Jahrzehnten Blut abgezapft, um so die Wasserversorgung des Jade Empire zu gewährleisten. Nachdem der Protagonist die Mitglieder seiner nun neunköpfigen Gruppe noch ein letztes Mal eingeschworen hat, steht er im Endkampf dem übermächtigen Meister Li alleine gegenüber.

## Spielprinzip
Zu Beginn der Kampagne wählt der Spieler aus sechs Vorschlägen seine Spielfigur aus oder erstellt sich eine eigene, die er in einer Third-Person-Ansicht durch die Spielwelt steuert. Im Verlauf der Handlung trifft man eine Reihe von Charakteren, die sich der Spielfigur auf ihrer Reise anschließen und alle mit einer eigenen Hintergrundgeschichte ausgestattet sind. Teilweise bringen diese auch eine persönliche Nebenquest mit. Während des Spieles kann der Spieler lediglich einen Gefährten mitnehmen, der ihm in den Kämpfen zur Seite steht. Die restlichen Begleiter warten an einem Lagerplatz, wo man sich mit allen Gefolgsleuten unterhalten kann. In bestimmten Abschnitten des Spiels hat man auch Gelegenheit, einige von ihnen direkt zu steuern.
Das Spiel nutzt, anders als vorherige Rollenspiele von BioWare, ein reines Echtzeitkampfsystem. Eine Neuerung für BioWare ist der hohe Interaktionsgrad der Figuren im Kampf – der Spieler führt das Schwert bzw. Faust mit der Maus selbst. Antrieb des Spielercharakters sind die abgeleiteten Attribute Gesundheit, Chi (magische Energie) und Fokus (Konzentration). Es gibt im Wesentlichen einen normalen und starken Angriff und eine Methode des Blockens. Im Vergleich zur aktuellen Konkurrenz gestaltet sich dies insgesamt recht einfach.
Charakterentwicklung und Ausrüstung ist im Vergleich zu den D&D-Spielen einfach gehalten. Das Spiel bietet aber über dreißig Kampfkünste. Das Handbuch geht auf Dinge ein wie Magiestile, Waffen-, Transformations-, Unterstützungsmagie und schnelle und normale Kampfstile. Mit Drachenamuletten und Essenzjuwelen kann man den Spielercharakter dynamisch zur Laufzeit feineinstellen. Das Vorankommen des Avatars vollzieht sich über Erfahrungspunkte. Abspeichern ist jederzeit möglich.
Die Spieldauer liegt je nach Spielweise zwischen 20 und 30 Stunden und ist somit kürzer als die von KotOR. Erzählt wird vergleichsweise linear, so werden die Schauplätze in der Regel in der hier beschriebenen Reihenfolge aufgesucht. Im Spiel kann die Spielfigur mit etwa 300 NSCs interagieren, der Textumfang im Englischen umfasst etwa 340.000 Wörter. Ungewöhnlich sind die in die Handlung eingewobenen Minispiele. Dabei handelt es sich um Shoot ’em ups in einem Pseudo-2D-Stil.

## Entwicklung
Das Spiel wurde erstmals von Microsoft am 26. September 2003 auf der Tokyo Game Show angekündigt. Am 1. April 2005 wurde die Fertigstellung des Spiels bekanntgegeben und das Spiel in den USA am 12. April, in Europa am 22. April veröffentlicht. Die PC-Version wurde am 2. März 2007 über 2K Games veröffentlicht. Microsoft veröffentlichte das Spiel am 21. Juli 2008 im Rahmen seines Xbox-Classics-Programms auch als Downloadtitel für den Konsolennachfolger Xbox 360. Am 18. August 2008 veröffentlichte das Unternehmen TransGaming eine Downloadversion des Spiels für Mac OS X.
Die deutsche Version wurde um einige Gewalteffekte gekürzt.

### Soundtrack
Der Soundtrack wurde von Jack Wall komponiert, der etwa 95 Minuten Musik aufnahm. Davon sind etwa 76 Minuten auch auf CD erschienen. Anlässlich des Erscheinens der Special Edition spielte das Edmonton Symphony Orchestra die Musik auf einem Spielemusikkonzert Video Games Live vor 350 BioWare-Beschäftigten.

### Sprecher
Im englischen Original wurden einige Charaktere von Armin Shimerman (Star Trek: Deep Space Nine) gesprochen. Sir Roderick Ponce von Fontlebottom wurde von John Cleese synchronisiert. Andere Schauspieler hatten Cameo-Auftritte.
| Rolle                                                                                           | Englischer Sprecher                             | Deutscher Sprecher             |
| ----------------------------------------------------------------------------------------------- | ----------------------------------------------- | ------------------------------ |
| Meister Li                                                                                      | Barry Dennen                                    | Thomas Rau                     |
| Hand des Todes                                                                                  | Sherman Howard                                  | Thomas Rauscher                |
| Morgenstern                                                                                     | Kim Mai Guest                                   | Christine Stichler             |
| Hou der Pantoffelheld                                                                           | Josh Dean                                       | Tobias Lelle                   |
| Schwarzer Wirbelwind Gujin der Waffenmeister Zin Bu                                             | Brian Stepanek                                  | Victor Brandt Hubertus Gertzen |
| Wildblume Kia Min Gufu die Süsse                                                                | Nicky Pugh Danielle Judovits                    | Shandra Schadt                 |
| Weiter Himmel                                                                                   | Cam Clarke                                      | Dirk Meyer                     |
| Kang der Verrückte                                                                              | Paul Eiding                                     | Ulrich Frank                   |
| Seidenfuchs Frau Jong Flitzender Luchs Sanfte Brise                                             | Masasa Moyo Danielle Judovits Shannon Blanchet  | Marion Sawatzki                |
| Gao der Große                                                                                   |                                                 | Philipp Moog                   |
| Gao der Geringe Jing Woo Han der Glücklose Sung Bo                                              | Nathan Fillion R. D. Robb                       | Nikolaj Alexander Brucker      |
| Lächelnder Berg                                                                                 | Bart Flynn                                      | Berth Wesslmann                |
| Hui die Unerschrockene Höhlengeist                                                              | B.J. Ward                                       | Maria Böhme                    |
| Minister Sheng                                                                                  | George Szilagyi                                 | Hans-Rainer Müller             |
| Wächter Yung                                                                                    |                                                 | Hubertus von Lerchenfeld       |
| Lin Yanwan                                                                                      | Kari Wahlgren Shannon Blanchet                  | Beate Pfeiffer                 |
| Schüler Wen Schüler Si Pat Lishun der Redselige Dong Ping Yuxi der Stecher                      | Cam Clarke Brian Stepanek                       | Michael Reufsteck              |
| Ni Joh                                                                                          |                                                 | Claus-Peter Damitz             |
| Kaufmann Hing Jizu der Würger Qui der Werber                                                    | Jeff Page Brian Doyle-Murray                    | Stefan Müller-Ruppert          |
| Langzahn Minister Fang                                                                          |                                                 | Claus Brockmeyer               |
| Rattendämonen Lange-Fahne-Dutong                                                                | Chris Postle Wes Borg                           | Kai Taschner                   |
| Sing Wa Herrin Vo                                                                               | Shannon Blanchet                                | Cornelia Bitsch                |
| Näherin Lan                                                                                     |                                                 | Susanne von Medvey             |
| Tellerwäscher Wong Yanru der Brüher Daoshan der Spieler Gelehrter Sechs Himmel Sung Bu Sung Sui | Andy Hirsch Gustavo Rex David Ley Julien Arnold | Ron Spiess                     |

## Rezeption

### Kritiken
Der Metascore der Xbox-Version beträgt 89 von 100, die Special Edition für PC kommt auf einen Wert von 81.
Special Edition für PC
- GameStar: „Brillant erzähltes Asien-Rollenspiel“ – 87 %
- IGN: „Jade Empire ist ein sofort fesselndes Erlebnis für jeden Action-RPG-Fan, der es auf der Xbox nicht gespielt hat. Die Charaktere, Umgebung und die Geschichte sind voller fantastischer Details, und das ganze Spiel trieft nur so vor Atmosphäre. Es gilt im Spielverlauf immer wieder bedeutungsschwere und interessante Beschlüsse zu treffen und es gibt ein ganzes Arsenal von Kampfstilen zu entdecken. Andererseits schwächen die linearen Missionen fast das Gut/Schlecht-Moralsystem, und Konzentration auf einige wenige Kampftechniken reicht, um am Leben zu bleiben.“ – 8,6/10[2] (Die Xbox-Ausgabe wurde dort im April 2005 mit 9,9 von 10 Punkten bewertet.)[17]
- PC Games: „Künstlerisch ist Jade Empire ein Triumph […]“ – 84 %
- Bernd Fetsch bei stern.de am 24. März 2007: „‚Jade Empire‘ hat allerdings auch seine Schattenseiten. Zu kurz ist das Vergnügen (20 Stunden), zu linear […]. Hinzu kommt eine Flut an fernöstlichen Glückskeks-Weisheiten […] Dafür war und ist Biowares Asia-Trip – und das sollte ebenfalls betont werden – das wohl einsteigerfreundlichste Rollenspiel in Biowares Firmengeschichte.“[18]

Die Kameraführung bereitet gelegentlich Schwierigkeiten. IGN hält manche der Cut-Scenes für künstlerisch unpassend. Manch ein Kritiker störte sich an mangelndem Tiefgang.

### Auszeichnungen
Einige Auszeichnungen:
- Academy of Interactive Arts & Sciences: 9th Annual Interactive Achievement Awards 2006 – Rollenspiel des Jahres, Award für herausragende Charakterdarstellung (weiblich)
- Canadian New Media Awards – Excellence in Gaming
- 4th Annual Game Audio Network Guild (G. A. N. G.) Awards – Best Original Soundtrack Album
- Game Critics Awards: Best of E3 2004 – Best Role Playing Game
- IGN, Best of Show, 4th – E3 2004
- IGN: Game of the Year 2005 – RPG of the Year, Xbox Game of the Year, Best Story, Best Artistic Design
- MetaCritic.com Best of 2005 – RPG of the Year